# Grimmark (album)
Grimmark est le premier album solo du guitariste suédois de Narnia, Carl Johan Grimmark. 

## Morceaux
1. "Pray" (4:51)
2. "How Many Times" (5:07)
3. "Hiding From The Sun" (3:55)
4. "Free" (4:13)
5. "Resurrection" (4:03)
6. "Monkey Man" (4:48)
7. "Save Our Souls" (4:43)
8. "The Kingdom" (5:07)
9. "The New Song" (2:55)